# Эта страна (роман)
«Эта страна» — роман, детектив писателя современной русской литературы Фигль-Мигль. 
Роман Фигль-Мигль с одной стороны детектив, который лихо закручен и захватывает читателя, а с другой — рассуждение о природе власти, вирусе революционности и природе русской истории.
Финалист литературной премии «Национальный бестселлер» 2017 года, номинант Премии Читателя 2018 года.

## Сюжет
История произведения чуть-чуть шпионская. Любая страна не сможет обойтись без спецслужб. Пролог романа определяет его ход: Президент страны находит способ решить демографическую проблему и массово воскрешает людей, погибших в годы сталинских репрессий (примечательно, что обаятельный лидер этой страны больше на страницах романа нигде и не появился).
После воскрешения, люди прошлого противопоставляются людям новым XXI века. Для репрессированных современное племя лишь предатели и могильщики, ради которых они жили и умирали. Детектив на страницах романа прослеживается только в убийстве управляющего сетью ювелирных магазинов и краже сумки с большой суммой денег. В подозреваемые попадают как люди их прошлого, так и современные жители страны. Расследование этого преступления доверяют трём главным героям — залетному питерскому филологу Саше Энгельгардту, демоническому полковнику ФСБ Олегу Татеву и столичному полицейскому с поэтичной фамилией Расправа. Но все их действия очень быстро теряются в подробностях и перемещениях романа.
Произведение Фигля-Мигля насыщен митьковскими интонациями, каждая часть полна меткими выражениями, которые можно причислить к крылатым. Много в книге и стёба, начиная от обложки «проснёмся — разберёмся», и завершая надписями вроде «Конец первого тома». На страницах много всего — героев, мыслей, типажей, примет времени, шуток, отсылок к классике, намеков, зародышей историй, деталей и особенно диалогов и монологов. При этом критики отмечают, что такая перенасыщенность на деле остаётся непроговоренной, недопридуманной, утомительной и ни для чего не нужной.

## Издание
Первое издание романа «Эта страна» было опубликовано издательством «Лимбус Пресс» в Санкт-Петербурге в 2017 году объёмом 376 страниц. На обложке издания указано: "От лауреата премии "Национальный бестселлер".
Роман вызвал интерес у читателя и критиков и стал популярным.

## Критика и рецензии
Литературный обозреватель Владислав Толстов пытается ответить, а о чём произведение и к какому жанру принадлежит:
А в итоге получается… кстати, а что получается, какой тут жанр? Сатира? Но там мало смешных ситуаций, юмор довольно тяжеловесный. Антиутопия? Фантастика? Скрытое политическое высказывание? Желание отрефлексировать какие-то личные травмы, связанные с советским прошлым? Я думаю, последнее, скорее всего. «Эта страна» — попытка разобраться с демонами коллективного сознания, с тридцать седьмым годом, со Сталиным (куда без него), вообще с символическим наследием советской эпохи..

В своей рецензии Елена Макеенко попыталась через призму романа проанализировать творчество писателя:
Фигль-Мигль пишет романы-ульи: компактные, населенные суетящимися персонажами и гудящие бесконечными разговорами. Собственно, разговоры и есть основная ткань любого текста писательницы. Действие, будь то опасные приключения в постапокалиптически-средневековом Петербурге или детективная история с участием кинокритика и говорящей собаки, легко отодвинуть за кулисы. А вот бесконечные дискуссии, словесные стычки и необязательную болтовню, которой персонажи заняты большую часть времени, никак невозможно..

Критик Алексей Колобродов также высказался об «Этой стране»:
 понимает, что в одиночку такой сюжет ему не вытянуть. Дело даже не в порхающих цитатах (Пушкин, Высоцкий, Серебряный век etc.) и не в выворачивании наизнанку подпольных сознаний по известным образцам (Достоевский «Бесов», Горенштейн «Места» и т. д. — у Фигль-Мигля это не просто пугающий реализм, но в хоррор-концентрации, причем без мистики и трипов). Автор явно заворожен двумя произведениями — сходные мотивы, перекличка, а то и прямые параллели угадываются там и сям. Прежде всего, речь о романе Захара Прилепина «Обитель»; Соловки конца 20-х Прилепин назвал «последним аккордом Серебряного века». И явно имел в виду не только изящную словесность, а, скорее, природу СВ, афористично выраженную Александром Эткиндом: «Секты — Литература — Революция».

## Награды
- 2017 — Национальный бестселлер, финалист.
- 2018 — Премии Читателя, номинант.